# Hưng Công
Hưng Công là một xã thuộc huyện Bình Lục, tỉnh Hà Nam, Việt Nam.
Xã Hưng Công có diện tích 6,76 km², dân số năm 1999 là 6952 người, mật độ dân số đạt 1028 người/km²